# Goioerê (tiểu vùng)
Goioerê là một tiểu vùng thuộc bang Paraná, Brasil. Tiều vùng này có diện tích 4868 km², dân số năm 2007 là 129406 người.